# Бушканец, Лия Ефимовна
Лия Ефимовна Бушканец (род. 27 февраля 1966, Казань, Татарская АССР, РСФСР, СССР) — советский и российский филолог, литературовед. Доктор филологических наук (2013). Заведующая казанским музеем Л. Н. Толстого с 2023 года.

## Биография
Лия Ефимовна Бушканец родилась 27 февраля 1966 года в Казани. Отец — Ефим Григорьевич (1922—1988), доктор филологических наук. Мать — Ирина Никифоровна (1937—2019), преподаватель стилистики английского языка.
В 1982 году окончила казанскую школу № 18, после чего поступила на заочное отделение русского языка и литературы филологического факультета Казанского государственного университета имени В. И. Ульянова-Ленина. Одновременно, с 1985 года являлась старшим лаборантом кафедры истории русского языка и языкознания, в 1987 году окончила университет с отличием, а с 1989 года начала преподавать. В 1991 году поступила на факультет иностранных языков Казанского государственного педагогического института, который окончила в 1993 году с квалификацией учителя английского языка. В 1988—1992 годах также заочно окончила аспирантуру на кафедре русской и зарубежной литературы по специальности «русская литература».
В 1994 году в Нижегородском государственном университете имени Н. И. Лобачевского защитила диссертацию на тему «Мемуары об А. П. Чехове и литературно-критические споры начала XX в. (1904—1908)» под научным руководством доцента В. Н. Коновалова, получив учёную степень кандидата филологических наук. В 2000 году получила учёное звание доцента. В 2013 году стала доктором филологических наук, защитив в Московском государственном университете имени М. В. Ломоносова диссертацию «А. П. Чехов и русское общество 1880—1917 гг.: формирование литературной репутации». В 2016—2021 годах занимала пост заведующей кафедрой иностранных языков в сфере международных отношений Института международных отношений Казанского (Приволжского) федерального университета.
Со студенческих лет определилась с будущим направлением научной работы, специализируется на исследовании жизни и творчества А. П. Чехова, его окружения, мемуаристов и биографов, литературного процесса того времени в целом. Член Чеховской комиссии Совета по мировой культуре при Российской академии наук, автор множества научных работ, одна из авторов «Чеховской энциклопедии». Положительно критикой была оценена монография «Он между нами жил» (2012), в которой Бушканец выявила ранее неизвестные свидетельства становления литературной репутации Чехова, проанализировала создание чеховского мифа ещё при его жизни, то, как творчество писателя воспринималось современниками. Также является исследователем творческого пути Л. Н. Толстого, его связей с Казанью. Публикуется журналах и сборниках, в периодической печати по вопросам школьного образования, состояния литературы, проблемам ЕГЭ.
Член Комиссии при Раисе Республики Татарстан по русскому языку (с 2023 года). Является членом Совета музея Казанского университета, его почётным членом с 2000 года. Также состоит членом Учёных советов Национального музея Республики Татарстан, музея А. М. Горького и Ф. И. Шаляпина. Избиралась заместителем председателя Ассоциации молодых преподавателей Казанского университета, является членом университетского совета по защитам диссертаций. Регулярно участвует в жюри университетского конкурса «Знаете ли вы университет?», ведёт активную лекторскую работу в проектах «Детский университет» и «Университет третьего возраста». В 2023 году назначена на пост заведующей музеем Л. Н. Толстого в Казани как филиала Национального музея Республики Татарстан.

## Личная жизнь
Замужем, есть дочь Ирина. Увлекается вязанием и живописью.

## Награды
- Благодарность Президента Республики Татарстан (2022 год) — за многолетний плодотворный труд, большой вклад в развитие науки и образования и подготовку высококвалифицированных специалистов[31][32].
- Благодарственное письмо Председателя Государственного Совета Республики Татарстан (2016 год)[33].
- Лауреат университетского конкурса «Женщина года» в номинации «Профессионал в своем деле» (2013 год)[34].
- Почётная грамота министерства образования и науки Российской Федерации (2011 год), министерства образования и науки Республики Татарстан (2004)[23].